# آیلزبری
longitudeآیلزبریlatitudeآیلزبری
ایلزبری (به انگلیسی: Aylesbury) شهری در کشور انگلستان است که این کشور خود بخشی از بریتانیا محسوب می‌شود. این شهر در سال ۱۹۹۱ میلادی ۵۸٫۰۵۸ نفر جمعیت داشته و در سرشماری سال ۲۰۰۱ جمعیت آن به ۶۹٫۰۲۱ نفر رسیده‌است. میزان رشد سالانهٔ جمعیت ایلزبری ‎۰٫۸۸ درصد می‌باشد و جمعیت این شهر در سال ۲۰۱۲ به ۷۵٫۹۹۳ نفر تغییر یافت.

## نگارخانه

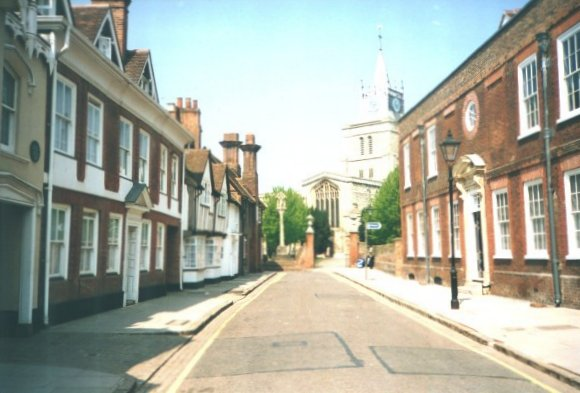
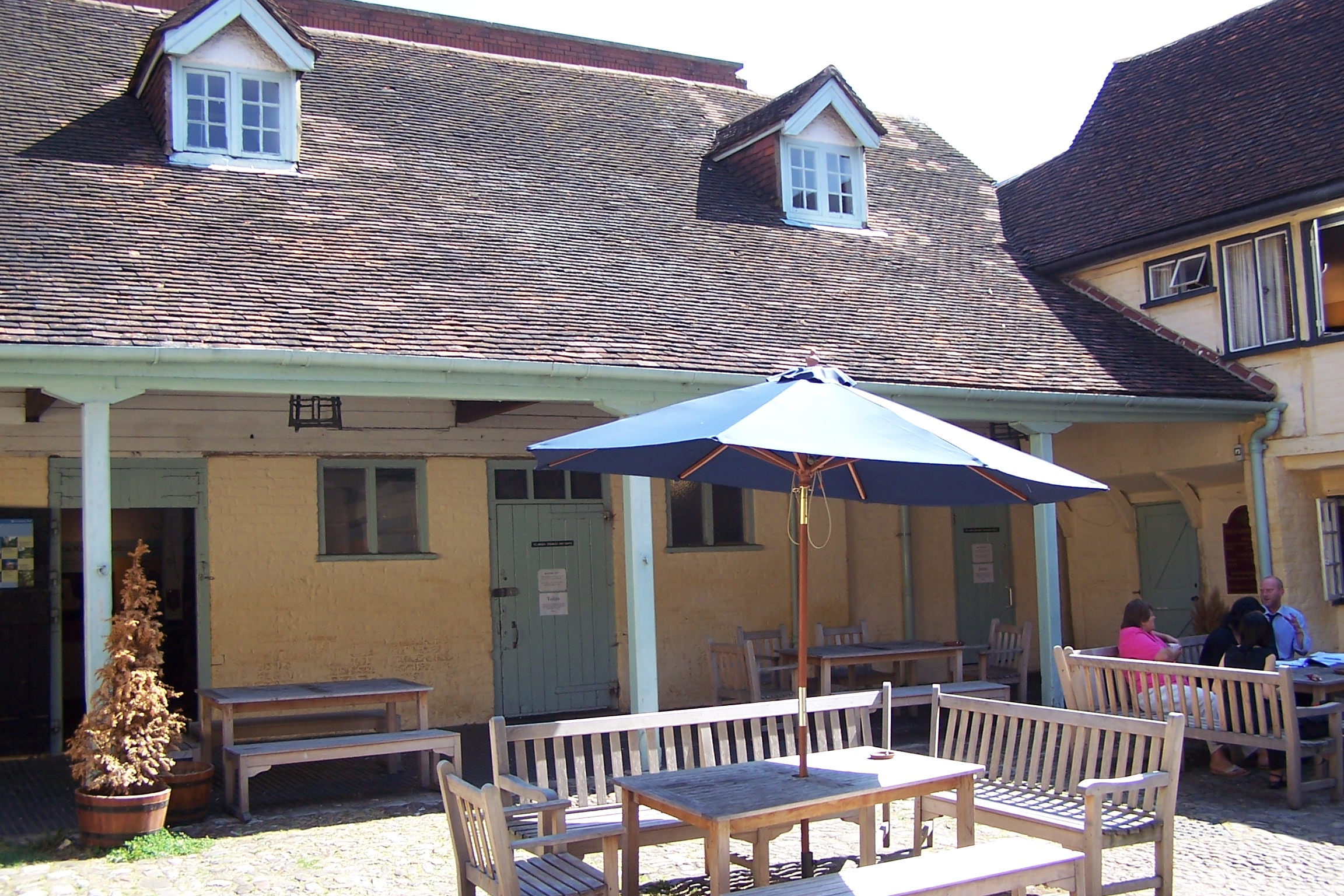
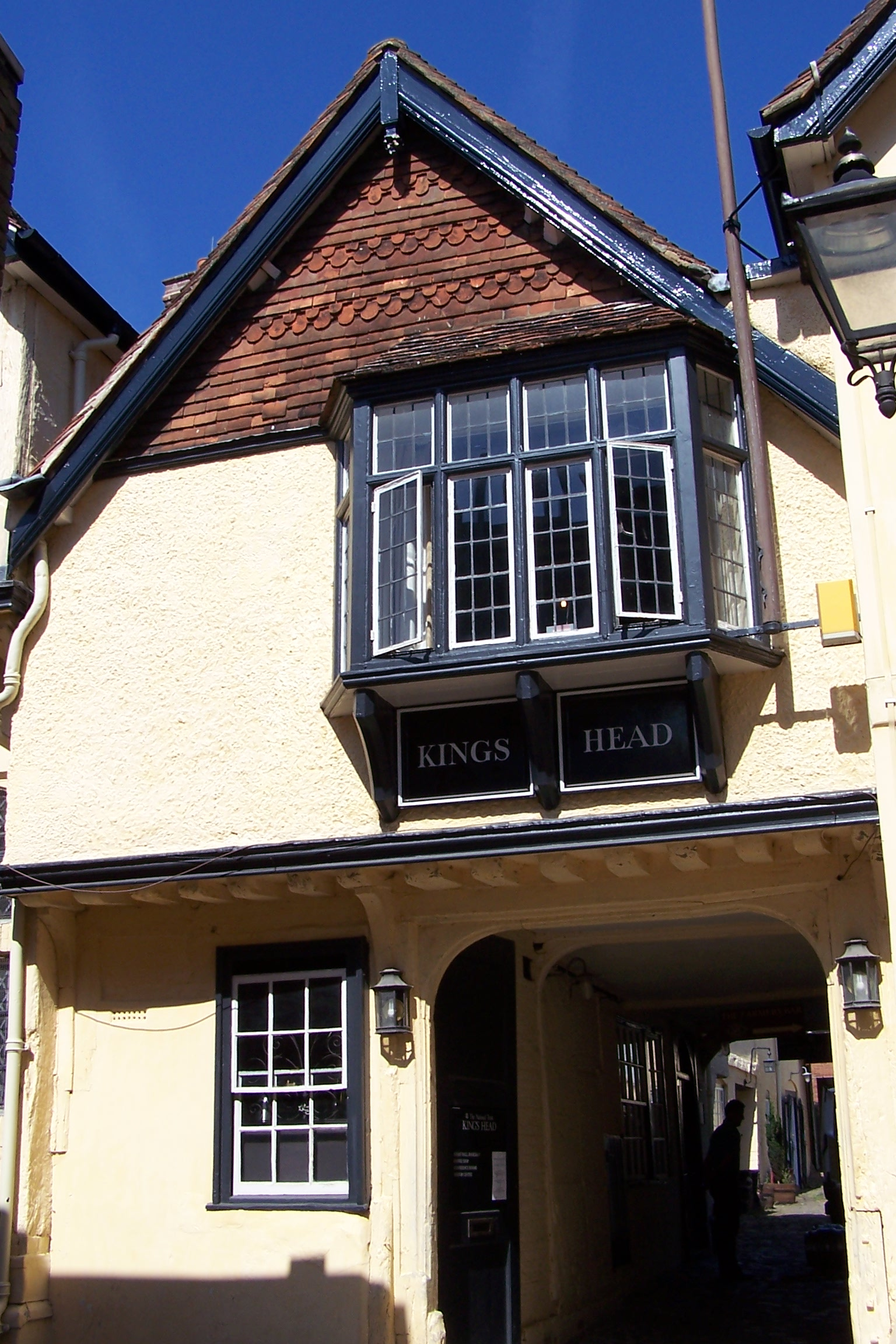
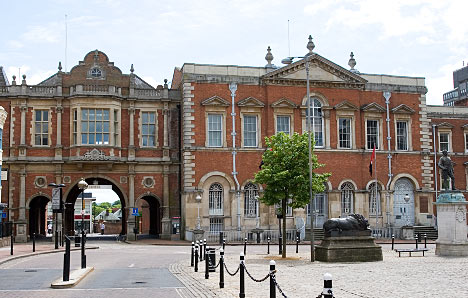
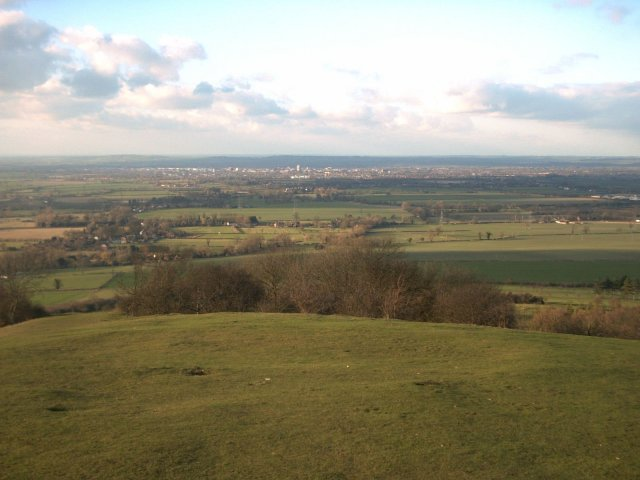
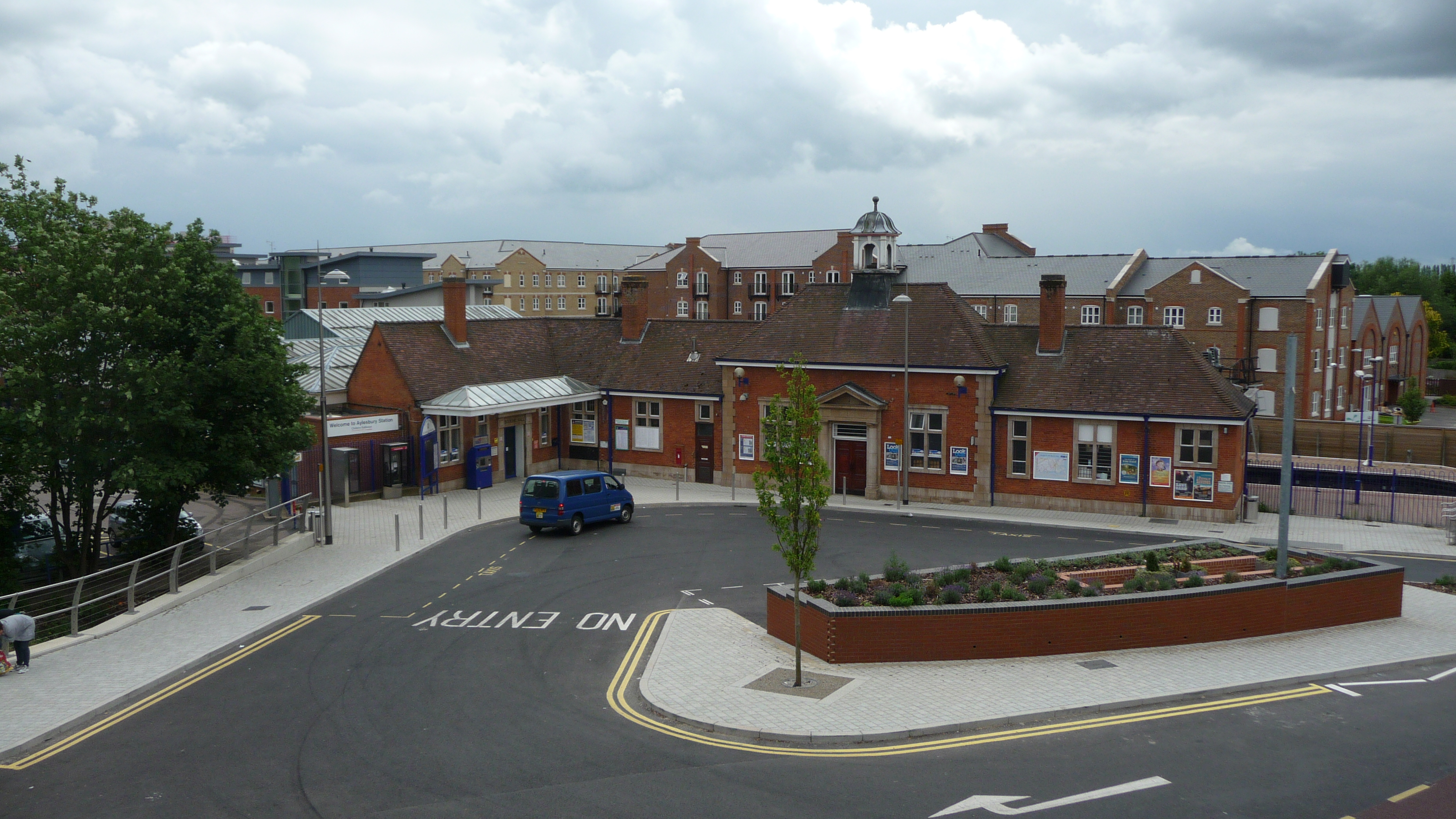
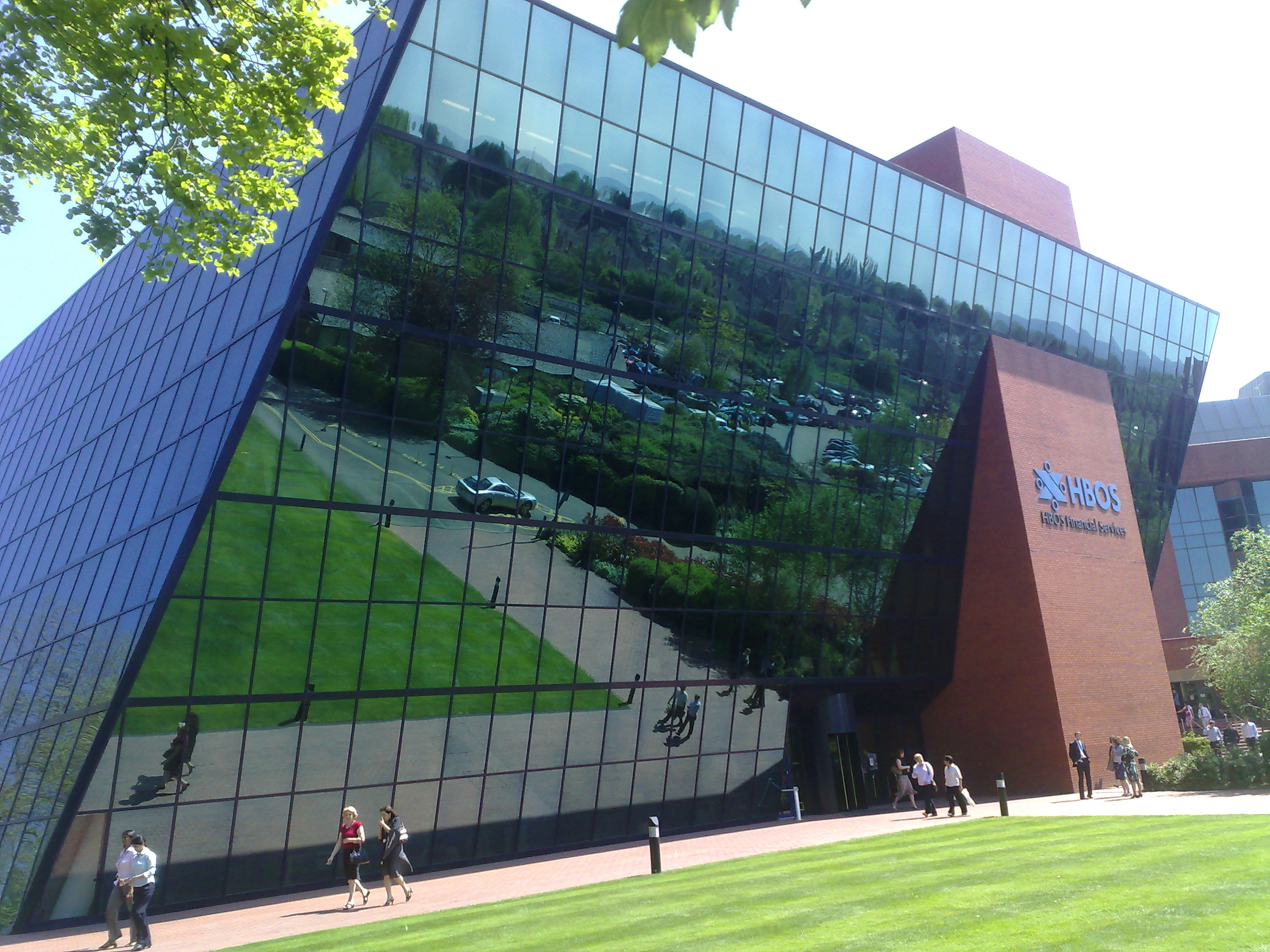
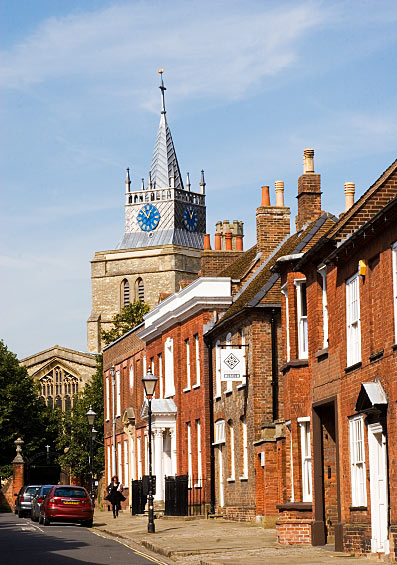
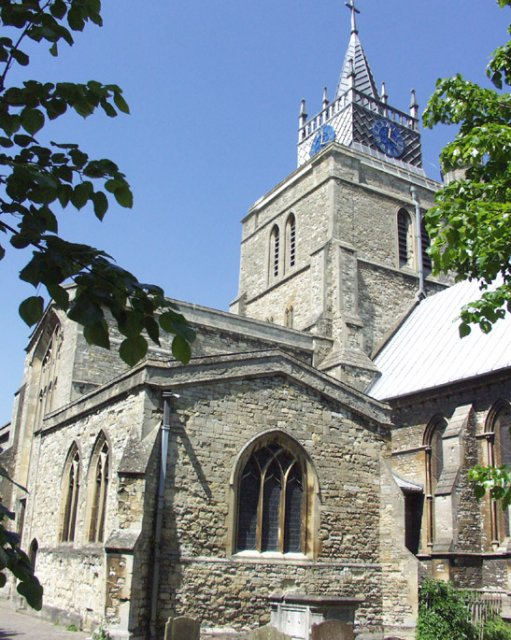
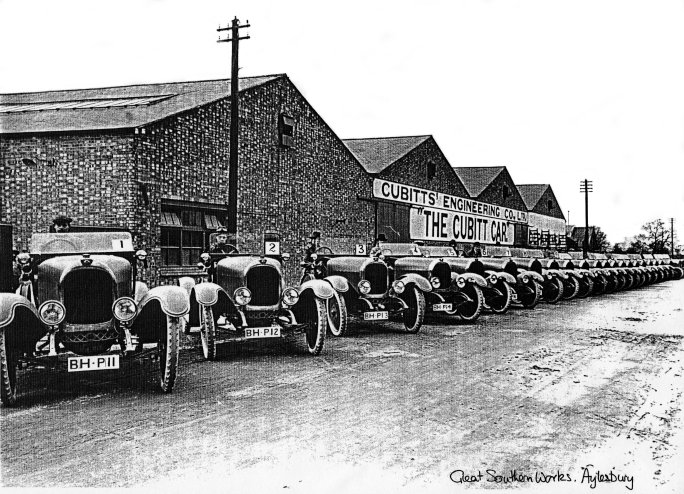
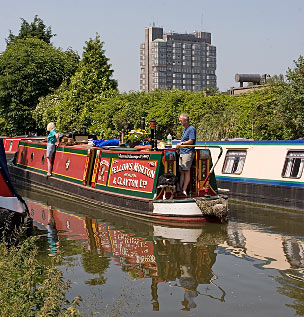
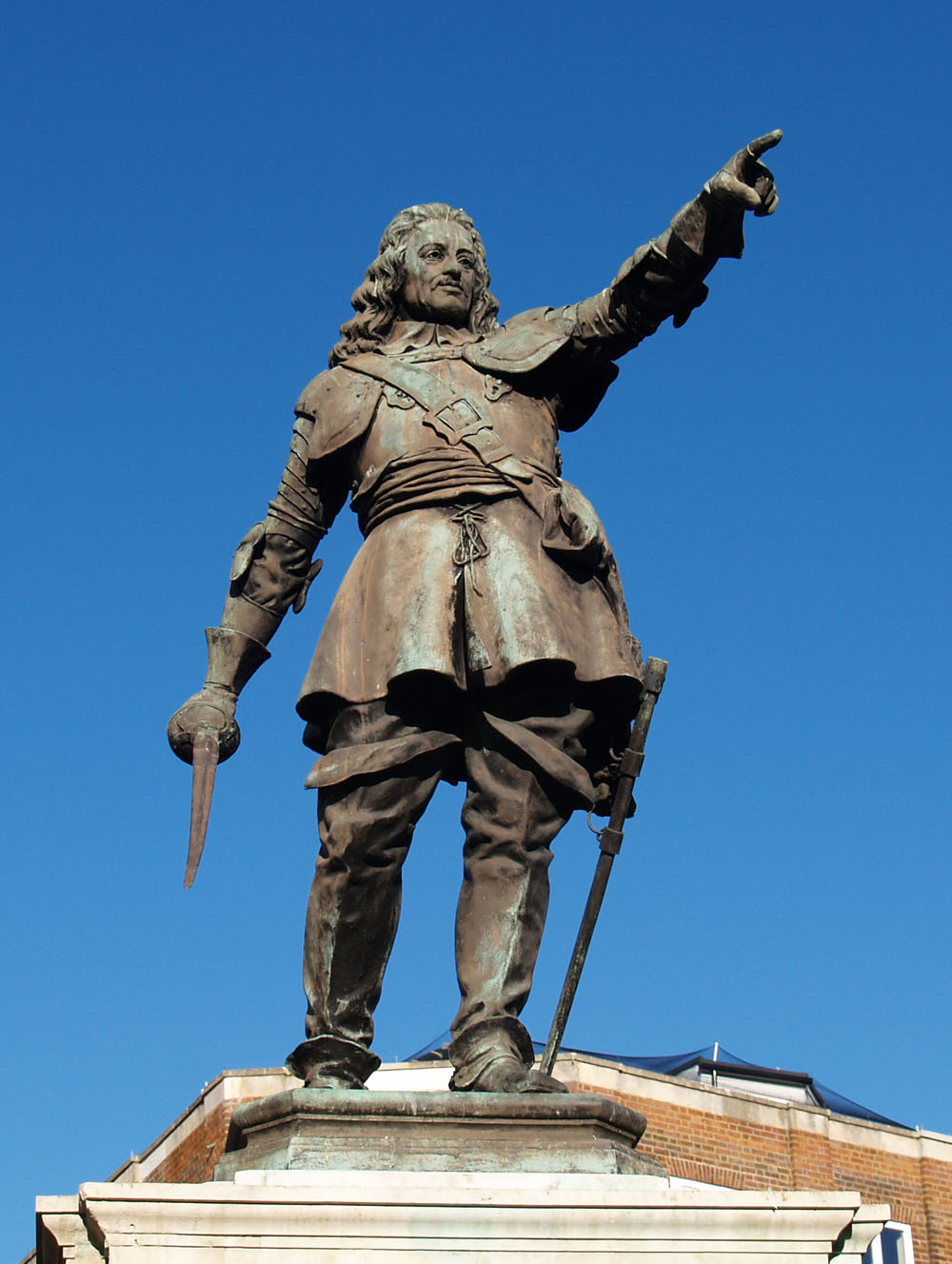
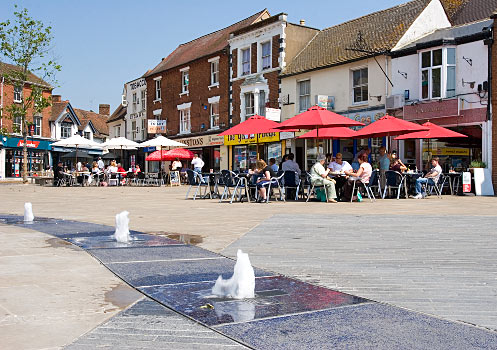
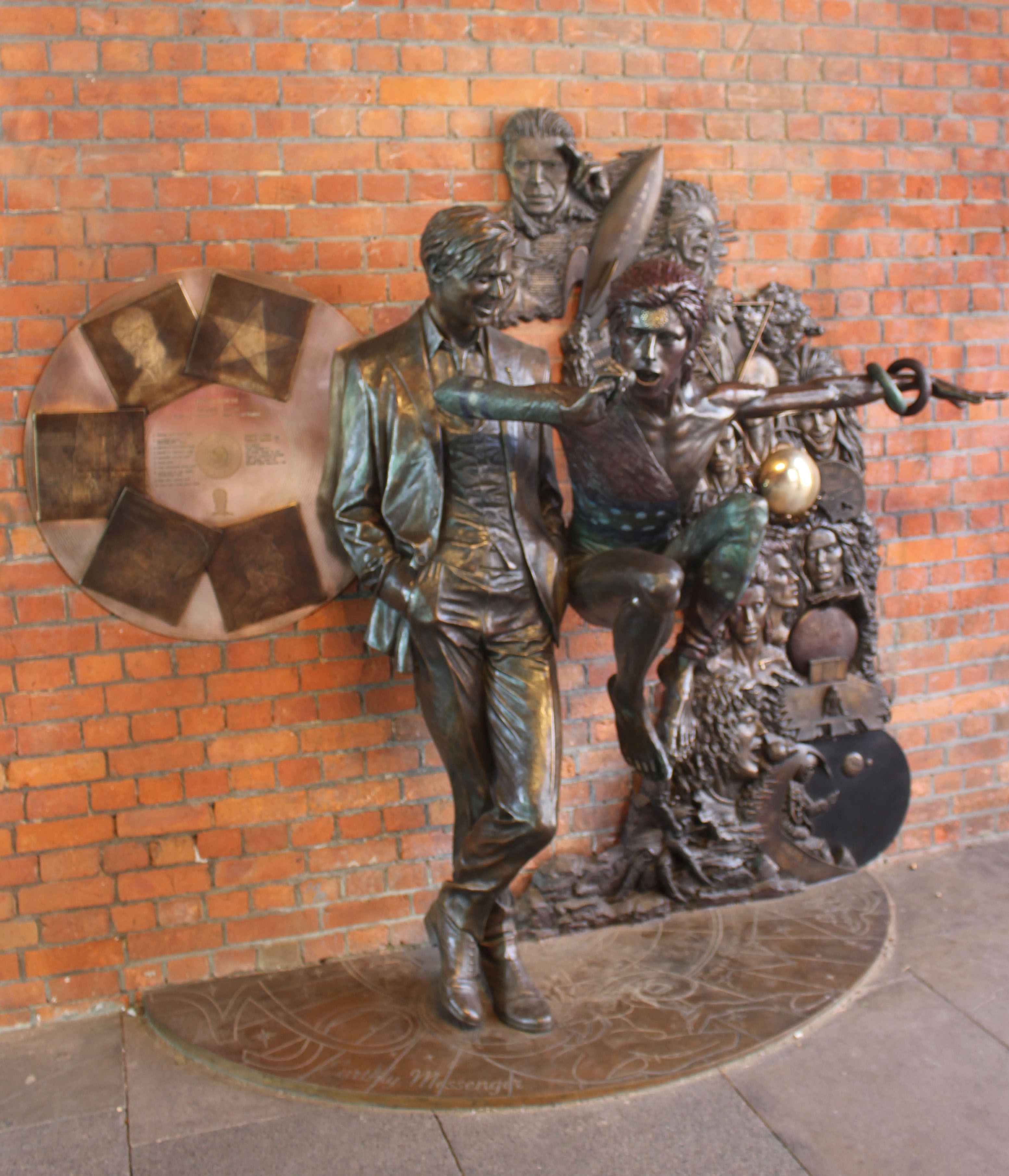
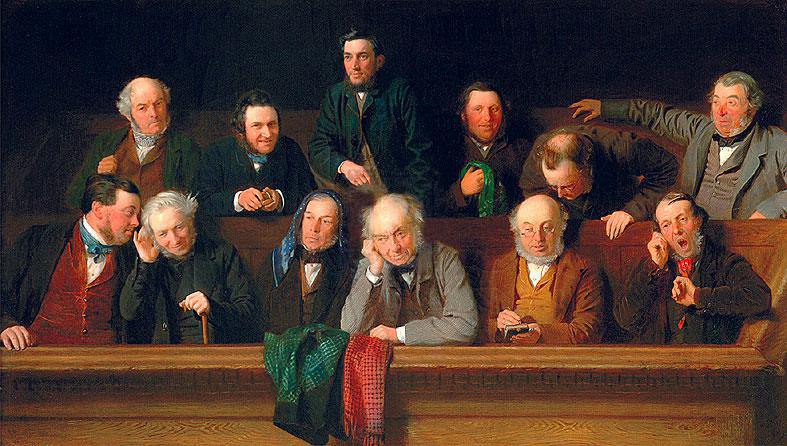
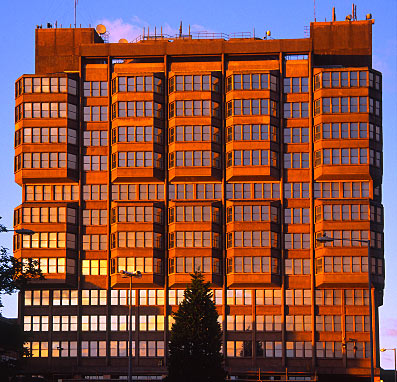
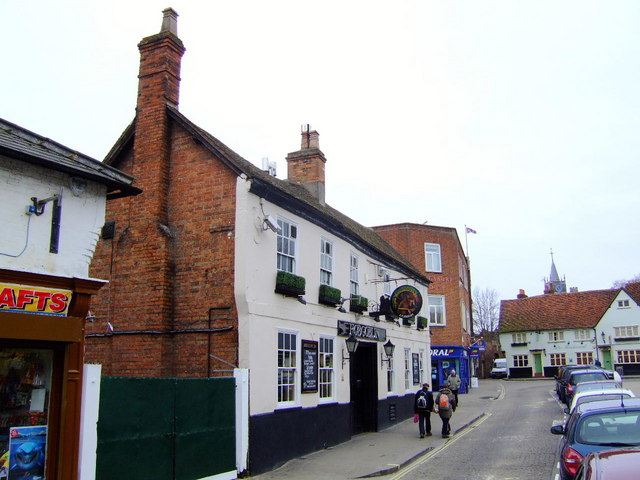
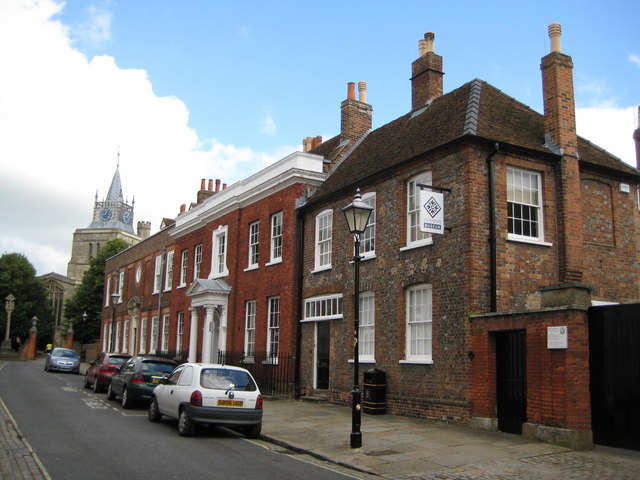